# Office de minuit (rite byzantin)
L'Office de minuit (en grec ancien : Mesonyktikon ; en slavon d'église : Polúnoschnitsa) est un office essentiellement monastique en vigueur dans les Églises d'Orient – Églises orthodoxes et Églises catholiques de rite byzantin. Il se situe entre l'Apodeipnon (Complies) et l'Orthros (Matines) et fait partie des heures canoniales. Il est toutefois pratiqué par les fidèles lors de la Vigile pascale.
Sa pratique est inspirée par le psaume 118:62 : « Au milieu de la nuit, je me lève pour te louer… » et aussi par la parabole évangélique des Vierges Folles (Matthieu 25:1-13).